# Młynne (Ochotnica Dolna)
Młynne – przysiółek wsi Ochotnica Dolna w Polsce, położone w województwie małopolskim, w powiecie nowotarskim, w gminie Ochotnica Dolna.
Młynne jest siedzibą sołectwa obejmującego osiedla: Brzeźnie, Soski, Krzyśki, Błachuty, Golce, Tomaśki, Szlagówka, Gołdyny, Homówka, Niżny Gronik, Barnasie, Folwark, Piszczki, Jagieły, Chrobaki, Kotelniki, Wyżni Gronik, Wierch Młynne.
W latach 1975–1998 miejscowość administracyjnie należała do województwa nowosądeckiego.
W Młynnem znajduje się Niepubliczna Szkoła Podstawowa im. Bohaterów Krwawej Wigilii oraz Niepubliczne Przedszkole oraz kaplica dojazdowa pod wezwaniem Matki Boskiej Częstochowskiej w stylu regionalnym.

## Położenie
Przysiółek Młynne położony jest u południowo-wschodnich podnóży Gorca (1228 m), w dolinie potoku Młynne. Zabudowania i pola uprawne Młynnego zajmują nie tylko dno doliny, ale także jej zbocza, na dwóch grzbietach odchodzących od Gorca. Orograficznie prawy (południowo-wschodni) grzbiet to Strzelowskie. Dużo dłuższy grzbiet lewy biegnie od Gorca przez Wierch Bystrzaniec (1133 m), Wierch Lelonek (955 m), przełęcz Wierchmłynne (732 m), Żdżar (821m), Koń (812 m) i Goły Wierch (781 m) do doliny Ochotnicy. Zwarta zabudowa na stokach tych gór dochodzi do wysokości 750 m, ale jeszcze wyżej występują pojedyncze domy i szałasy.

## Historia
W osiedlu Brzeźnie znajduje się kapliczka na pamiątkę wydarzeń z okresu II wojny światowej tzw. Krwawej Wigilii. 23 grudnia 1944 roku hitlerowcy spacyfikowali część wsi paląc domostwa i zabijając 56 osób.